# Roca Redonda
Roca Redonda (deutsch: „Runder Felsen“) ist eine entlegene Felsinsel im Archipel der Galápagos-Inseln. Sie liegt 25 Kilometer nordwestlich von Isabela, der größten Insel des Archipels. Der langgestreckte Felsen hat eine Länge von 308 Metern in Südwest-Nordost-Richtung und eine Breite von 136 Metern. Er bedeckt eine Fläche von etwa 3 Hektar (0,03 km²). Roca Redonda stellt den Gipfel eines untermeerischen Schildvulkans dar und erhebt sich senkrecht bis zu 70 Meter Höhe aus dem Ozean. Die Insel weist ein markantes, Tafelberg-ähnliches Plateau auf. 
Roca Redonda ist ein bedeutendes Brutgebiet für Seevögel.
Neben im ganzen Archipel endemischen Vögeln kommt hier der nur auf dieser Insel endemische Galapagos-Wellenläufer (Oceanicus tethys) vor, der zur Familie der Sturmschwalben gehört.
Roca Redonda stellt weiterhin ein beliebtes Ziel für Tauch-Touristen dar. 